# Чемпионат мира по шоссейному велоспорту
Чемпионат мира по шоссейному велоспорту (официальное название — англ. UCI Road World Championships) — ежегодный чемпионат мира по шоссейным дисциплинам велоспорта, проводимый под эгидой Международного союза велосипедистов (UCI). 
В настоящие время в рамках чемпионата мира проводятся шоссейные групповые гонки, индивидуальные и командные гонки на время с раздельного старта среди мужской и женской элиты, мужчин в возрасте до 23 лет, а также юниоров и юниорок в возрасте до 19 лет. Спортсмены, выступающие на чемпионате мира, представляют национальные сборные своих стран за исключением командных гонок.

## Чемпионская майка
Каждый чемпион мира награждается радужной майкой, в которой он выступает весь следующий год во всех гонках той же дисциплины и того же возрастного уровня, в которой он победил. 
Бывшие чемпионы имеют право нанести радужные полоски на края рукавов и воротник своей шоссейной майки.

## История
На Международном конгрессе UCI в Париже в 1920 году итальянская делегация попросила организовать при поддержке бельгийцев, французов и швейцарцев чемпионата мира для профессионалов. С 1921 года организуется только чемпионат среди любителей изначально проходивший в формате индивидуальной гонки. Он заменяет любительский чемпионат мира в дисциплине гонка за лидером, который перестал проводиться с 1914 года.
В 1926 году на новом конгрессе UCI в Париже было решено провести чемпионат на одной и той же дисциплине среди профессионалов и любителей, но при этом сделать отдельных разные классификации.
Первый чемпионат мира среди профессионалов был проведён в 1927 году на Нюрнбургринге в Германии победу на котором одержал итальянский велогонщик Альфредо Бинда.
Дебют женской программы на чемпионате мира состоялся в 1958 году.
В 1962 году добавляется командная гонка с раздельным стартом проводимая среди национальных сборных (женская с 1987 году) и просуществовавшая до 1994 года. В 2012 году данный вид программы возобновился, но теперь уже среди клубных команд и должен исчезнуть из программы в 2020 году.
В период с 1972 по 1994 года в олимпийские года соревнования среди мужчин-любителей не проводятся
До 1995 года в рамках чемпионатов мира проводились отдельные гонки для любителей и профессионалов. Исключения были в 1968 и 1968 годах.
В 1996 года году любительская категория заменяется молодёжной среди мужчин в возрасте до 23 лет, а профессиональная становится открытой (поздней переименованной в «Элиту»). А в 1997 года мужская и женская категория в возрасте до 19 лет.
С 1995 года чемпионат проводится в конце европейского сезона, как правило в конце сентября после Вуэльта Испании. До этого он всегда проводился в конце августа или в первую неделю сентября.
В период с 1997 по 2003 год также проводился чемпионат в «Категории Б», где участвовали гонщики из стран в которых велоспорт слабо развит.
в 2025 году чемпионат впервые пройдёт в Африке, его примет Руанда.
Чемпионаты мира проводятся как на относительно ровных трассах, в этом случае обычно побеждают спринтеры, так и по холмистой местности, где обычно побеждают горные специалисты либо универсалы.
Победа в групповой гонке на чемпионате мира и в общем зачёте на двух из трёх Гранд-туров (а именно Джиро д’Италия Тур де Франс) образуют тройную корону велоспорта.

## Чемпионаты мира
| Год                                                                     | Страна         | Город                |
| ----------------------------------------------------------------------- | -------------- | -------------------- |
| 1921                                                                    | Дания          | Копенгаген           |
| 1922                                                                    | Великобритания | Ливерпуль            |
| 1923                                                                    | Швейцария      | Цюрих                |
| 1924                                                                    | Франция        | Париж                |
| 1925                                                                    | Нидерланды     | Апелдорн             |
| 1926                                                                    | Италия         | Милан                |
| 1927                                                                    | Германия       | Нюрбургринг          |
| 1928                                                                    | Венгрия        | Будапешт             |
| 1929                                                                    | Швейцария      | Цюрих                |
| 1930                                                                    | Бельгия        | Льеж                 |
| 1931                                                                    | Дания          | Копенгаген           |
| 1932                                                                    | Италия         | Рим                  |
| 1933                                                                    | Франция        | Монлери              |
| 1934                                                                    | Германия       | Лейпциг              |
| 1935                                                                    | Бельгия        | Флореф               |
| 1936                                                                    | Швейцария      | Берн                 |
| 1937                                                                    | Дания          | Копенгаген           |
| 1938                                                                    | Нидерланды     | Валкенбюрг-ан-де-Гёл |
| c 1939 по 1945 год чемпионаты не проводились из-за Второй мировой войны |                |                      |
| 1946                                                                    | Швейцария      | Цюрих                |
| 1947                                                                    | Франция        | Реймс                |
| 1948                                                                    | Нидерланды     | Валкенбюрг-ан-де-Гёл |
| 1949                                                                    | Дания          | Копенгаген           |
| 1950                                                                    | Бельгия        | Морследе             |
| 1951                                                                    | Италия         | Варесе               |
| 1952                                                                    | Люксембург     | Люксембург           |
| 1953                                                                    | Швейцария      | Лугано               |
| 1954                                                                    | ФРГ            | Золинген             |
| 1955                                                                    | Италия         | Фраскати             |
| 1956                                                                    | Дания          | Копенгаген           |
| 1957                                                                    | Бельгия        | Варегем              |
| 1958                                                                    | Франция        | Реймс                |
| 1959                                                                    | Нидерланды     | Зандворт             |

| Год  | Страна         | Город                 |
| ---- | -------------- | --------------------- |
| 1960 | ГДР            | Карл-Маркс-Штадт      |
| 1961 | Швейцария      | Берн                  |
| 1962 | Италия         | Сало                  |
| 1963 | Бельгия        | Ронсе                 |
| 1964 | Франция        | Салланш               |
| 1965 | Испания        | Сан-Себастьян         |
| 1966 | ФРГ            | Нюрбургринг           |
| 1967 | Нидерланды     | Херлен                |
| 1968 | Италия         | Имола                 |
| 1968 | Уругвай        | Монтевидео            |
| 1969 | Бельгия        | Хёсден-Золдер         |
| 1969 | Чехословакия   | Брно                  |
| 1970 | Великобритания | Лестер                |
| 1971 | Швейцария      | Мендризио             |
| 1972 | Франция        | Гап                   |
| 1973 | Испания        | Барселона             |
| 1974 | Канада         | Монреаль              |
| 1975 | Бельгия        | Ивуар                 |
| 1976 | Италия         | Остуни                |
| 1977 | Венесуэла      | Сан-Кристобаль        |
| 1978 | ФРГ            | Нюрбургринг           |
| 1979 | Нидерланды     | Валкенбюрг-ан-де-Гёл  |
| 1980 | Франция        | Салланш               |
| 1981 | Чехословакия   | Прага                 |
| 1982 | Великобритания | Гудвуд                |
| 1983 | Швейцария      | Альтенрайн            |
| 1984 | Испания        | Барселона             |
| 1985 | Италия         | Джавера-дель-Монтелло |
| 1986 | США            | Колорадо-Спрингс      |
| 1987 | Австрия        | Филлах                |
| 1988 | Бельгия        | Ронсе                 |
| 1989 | Франция        | Шамбери               |
| 1990 | Япония         | Уцуномия              |
| 1991 | Германия       | Штутгарт              |

| Год  | Страна         | Город                   |
| ---- | -------------- | ----------------------- |
| 1992 | Испания        | Бенидорм                |
| 1993 | Норвегия       | Осло                    |
| 1994 | Италия         | Агридженто              |
| 1995 | Колумбия       | Дуитама                 |
| 1996 | Швейцария      | Лугано                  |
| 1997 | Испания        | Сан-Себастьян           |
| 1998 | Нидерланды     | Валкенбюрг-ан-де-Гёл    |
| 1999 | Италия         | Верона                  |
| 2000 | Франция        | Плуэ                    |
| 2001 | Португалия     | Лиссабон                |
| 2002 | Бельгия        | Хёсден-Золдер и Хасселт |
| 2003 | Канада         | Гамильтон               |
| 2004 | Италия         | Верона                  |
| 2005 | Испания        | Мадрид                  |
| 2006 | Австрия        | Зальцбург               |
| 2007 | Германия       | Штутгарт                |
| 2008 | Италия         | Варесе                  |
| 2009 | Швейцария      | Мендризио               |
| 2010 | Австралия      | Мельбурн и Джелонг      |
| 2011 | Дания          | Копенгаген              |
| 2012 | Нидерланды     | Лимбург                 |
| 2013 | Италия         | Флоренция               |
| 2014 | Испания        | Понферрада              |
| 2015 | США            | Ричмонд                 |
| 2016 | Катар          | Доха                    |
| 2017 | Норвегия       | Берген                  |
| 2018 | Австрия        | Инсбрук                 |
| 2019 | Великобритания | Йоркшир (Харрогейт)     |
| 2020 | Италия         | Имола                   |
| 2021 | Бельгия        | Фландрия (Лёвен)        |
| 2022 | Австралия      | Вуллонгонг              |
| 2023 | Великобритания | Глазго                  |
| 2024 | Швейцария      | Цюрих                   |
| 2025 | Руанда         | Кигали                  |